# Венерин косъм
Венерин косъм (Adiantum capillus-veneris) е многогодишно тревисто растение от семейство Адиантови. Видът е критично застрашен в България. Включен е в Червената книга на България и Закона за биологичното разнообразие.
Растението е с крехко и късопълзящо коренище. Листата му са нежни, с дължина до 30 cm, яйцевидни до яйцевидноланцетни, двойно- или тройноперести. Листните делчета са ветриловидни или клиновидни, без ясно видима средна жилка. Външният ръб на стерилните сегменти назъбен, този на фертилните ципест и прегънат надолу, образувайки псевдоиндузиум, покриващ сорусите. Размножава се чрез спори, узряващи през юни-август.
Венериният косъм е разпространен в топлите умерени и тропичните зони, почти космополитен вид. В България се среща в Осогово-Беласишката планинска редица, долината на Струма, Славянка, Родопите, на около 1000 m н. в.